# 伊勢ノ海
伊勢ノ海（いせノうみ）は、日本相撲協会の年寄名跡のひとつ。「伊勢ノ海」という言葉は元来、伊勢湾を指し、古来より歌枕とされた場所である。平民苗字必称義務令の流れを受けたと思われる名跡で、日本人の苗字にもなっている。

## 概要
「大相撲人物大事典」によると3代目から6代目まで「柏戸」の四股名は年寄名跡（二枚鑑札）として名乗られていたと言い、3代目から10代目までは「柏戸」を名乗った力士が部屋を継いでいた。10代目の弟子には横綱まで進んだ柏戸剛がいるが、引退後は鏡山部屋を興している。10代目死去の際、鏡山親方に対し伝統に倣い伊勢ノ海継承の話もあったようであるが固辞し、弟弟子で若くして引退して以来10代目を補佐してきた元・藤ノ川の立川親方が11代目を継承。11代の停年（定年）後は元・北勝鬨の勝ノ浦親方が12代目を継承している。初代から当代まで、師匠から弟子へと連綿と受け継がれた名跡である。

## 伊勢ノ海の代々
- 代目の太字は、部屋持ち親方。

| 代目 | 引退時四股名   | 最高位 | 現役時の所属部屋                      | 襲名期間                           | 備考                 |
| ---- | -------------- | ------ | ------------------------------------- | ---------------------------------- | -------------------- |
| 初代 | 伊勢ノ海五太夫 | ---    | ---                                   | ?-1774年7月（死去）                |                      |
| 2代  | 関ノ戸億右エ門 | 関脇   | 伊勢海部屋                            | 1774年10月-1782年2月（死去）       | 二枚鑑札             |
| 3代  | 柏戸村右衛門   | 前3    | 伊勢ノ海部屋                          | ?-1796年5月（死去）                |                      |
| 4代  | 柏戸宗五郎     | 大関   | 伊勢ノ海-柏戸-伊勢ノ海 -柏戸部屋      | 1798年3月-10月 ?-1818年1月（死去） | 二枚鑑札             |
| 5代  | 柏戸利助       | 大関   | 柏戸-伊勢ノ海-柏戸部屋                | ?-1830年10月（死去）               |                      |
| 6代  | 柏戸宗五郎     | 前2    | 柏戸-伊勢ノ海-柏戸-伊勢ノ海 -柏戸部屋 | ?-1842年11月（死去）               |                      |
| 7代  | 柏戸宗五郎     | 前1    | 柏戸-伊勢ノ海-柏戸部屋                | 1844年2月-1886年3月（死去）        |                      |
| 8代  | 柏戸宗五郎     | 前2    | 伊勢ノ海部屋                          | 1889年1月-1908年7月（死去）        | 二枚鑑札             |
| 9代  | 柏戸宗五郎     | 小結   | 伊勢ノ海-式守伊之助 -伊勢ノ海部屋     | 1918年5月-1946年8月（死去）        | 二枚鑑札             |
| 10代 | 柏戸秀剛       | 前1    | 春日山-伊勢ノ海-錦島部屋              | 1949年1月-1982年12月（死去）       |                      |
| 11代 | 藤ノ川豪人     | 関脇   | 伊勢ノ海部屋                          | 1982年12月-2011年9月               | 11代勝ノ浦と名跡交換 |
| 12代 | 北勝鬨準人     | 前3    | 伊勢ノ海部屋                          | 2011年9月-                         |                      |

## 備考
- 初代から9代までは歴代の菩提寺、萬徳院を墓所とする。
- 7代目は囲碁の愛好家であり、八百屋の店主「長兵衛（ちょうべえ）」とよく囲碁を打っていた。長兵衛は本因坊秀元とも互角に戦える実力を持っていたが、1勝1敗の接戦になる接待碁で7代目の機嫌を取っていた。これが八百長の語源とされる。